# Langui (distrito)
O Distrito peruano de Langui é um dos 8 distritos da Província de Canas, situada no Departamento de Cusco, pertenecente a  Região Cusco, Peru

## Transporte
O distrito de Langui é servido pela seguinte rodovia:
- PE-34F, que liga o distrito de Combapata (Região de Cusco) à cidade de Kunturkanki
- PE-34G, que liga o distrito de Yauri à cidade de Sicuani (Região de Cusco)  [1][2][3]